# À la hauteur
Pour plus de détails, voir Fiche technique et Distribution.
À la hauteur (titre original : Feet First) est une comédie américaine, en noir et blanc, sonore, réalisée par Clyde Bruckman et Harold Lloyd, bien que ce dernier ne soit pas crédité à la réalisation, et sortie en 1930. Cette comédie met en scène le comique Harold Lloyd.

## Synopsis

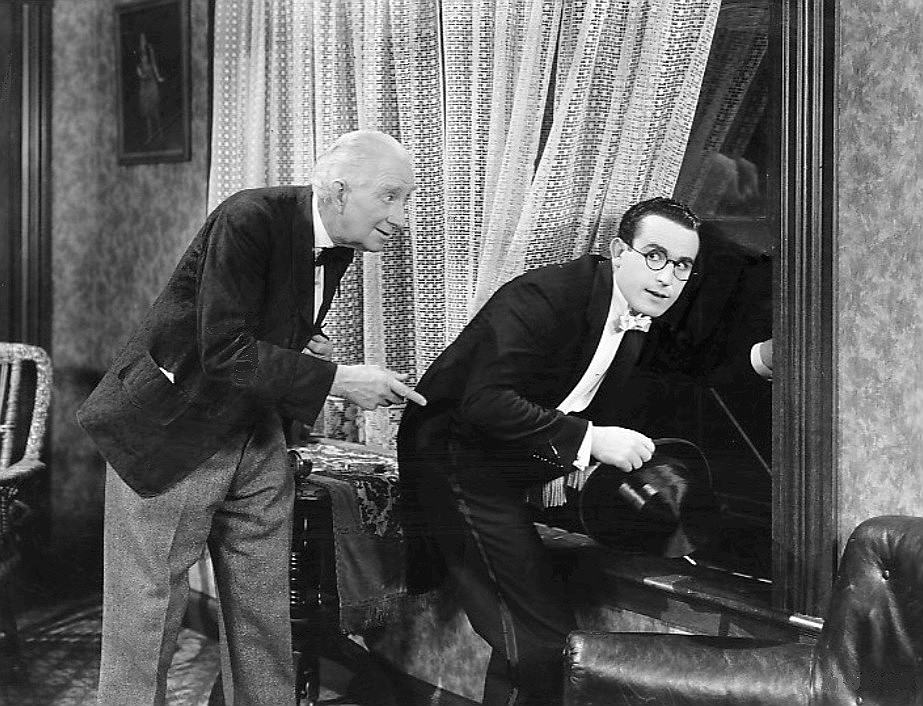
Harold Lloyd (à droite) dans Feet First

Harold Horne est un ambitieux vendeur de chaussures à Honolulu. Quand il rencontre la secrétaire de son patron, il lui fait croire qu'il est un magnat de l'industrie du cuir. À la suite d'un concours de circonstance, il se retrouve embarqué sur un paquebot avec le patron de la société  Tanner, fabricant de chaussures, et la secrétaire et il joue le jeu bien que passager clandestin. Mais un gros contrat est en jeu pour le patron, qui doit l' expédier avant l'arrivée du bateau. Harold saisit l'occasion pour se faire bien voir et après moult péripétie il gagnera du galon au sein de la société et l'amour de Barbara.

## Fiche technique
- Titre : À la hauteur
- Titre original : Feet First
- Réalisation : Clyde Bruckman, Harold Lloyd (non crédité)
- Scénario : Felix Adler, Lex Neal, John Grey, Alfred A. Cohn (crédité en tant qu'Al Cohn), Clyde Bruckman, Paul Girard Smith (crédité en tant que Paul Gerard Smith)
- Photographie : Henry N. Kohler, Walter Lundin
- Montage : Bernard W. Burton (en)
- Musique : Mischa Bakaleinikoff, Claude Lapham (non crédités)
- Direction artistique : Liell K. Vedder
- Producteur : Harold Lloyd
- Société de production :  The Harold Lloyd Corporation
- Pays de production :  États-Unis
- Genre : Comédie, Film d'aventures
- Format : Noir et blanc — 35 mm — 1,20:1 — Son : Mono (Western Electric Sound System)
- Durée : 93 minutes (1 h 33)
- Dates de sortie :
  - États-Unis : 8 novembre 1930
  - France : 30 avril 1931
  - Royaume-Uni : 5 octobre 1931

## Distribution
- Harold Lloyd : Harold Horne
- Barbara Kent : Barbara
- Robert McWade : John Quincy Tanner
- Lillian Leighton : Mrs. Tanner
- Henry Hall : Endicott
- Noah Young : un marin
- Alec B. Francis : Mr. Carson
- Arthur Housman : un homme ivre
- Willie Best : le concierge
- Nick Copeland : un homme discutant avec des amis
- James Finlayson : le peintre
- Buster Phelps : le jeune garçon
- Leo Willis : le conducteur du camion
- Paul Girard Smith : le passager avec le mal de mer (non crédité)

## Récompenses et distinctions

### Nominations
- Saturn Award 2006 :
  - Saturn Award de la meilleure collection DVD (au sein du coffret Harold Lloyd Collection)